# CHOKi CHOKi
CHOKi CHOKi（チョキチョキ）は、内外出版社より発行されていた男性（若者）向けファッション雑誌である。毎月24日発売。

## 概要
原宿・ストリート・カジュアル・古着MIX・サロン系のヘアスタイル＆メンズファッション誌。おしゃれキング(専属モデル)/読者モデルのファッションスタイルを中心に、古着を取り入れたファッションやハイ＆ローMIXスタイル、女性的なコーディネートなども紹介。さらに、ヘアスタイルをコアコンテンツとしており、最旬のオシャレヘアなども掲載している。また、ガールズヘア＆ファッションマガジン「 CHOKi CHOKi girls（チョキチョキガールズ）」もある。
2015年7月号をもって、売上不振により廃刊。

## 姉妹雑誌
- CHOKi CHOKi girls　2009年創刊[1]。略称はチョキガ。2014年4月号までは「Choki choki」の臨時増刊として発行。以後月刊誌として毎月7日に発売。2016年1月号から1日発売に変更。2016年2月号をもって休刊[2]。専属モデルに高崎かなみ、横田ひかる、松本鈴香、荻野可鈴[3]。スターモデルとして三戸なつめ、古関れん、柴田ひかり、森みはる、ちひろっくらが在籍した[4]。